# Таала
Таала (англ. Ta'lah, араб. تعلا) — поселення в Сирії, що складає невеличку друзьку общину в нохії Шакка, яка входить до складу однойменної мінтаки Шахба в південній сирійській мухафазі Ас-Сувейда.